# FOXJ1
FOXJ1 (англ. Forkhead box J1) – білок, який кодується однойменним геном, розташованим у людей на короткому плечі 17-ї хромосоми. Довжина поліпептидного ланцюга білка становить 421 амінокислот, а молекулярна маса — 45 247.
| 10         |  | 20         |  | 30         |  | 40         |  | 50         |
| ---------- |  | ---------- |  | ---------- |  | ---------- |  | ---------- |
| MAESWLRLSG |  | AGPAEEAGPE |  | GGLEEPDALD |  | DSLTSLQWLQ |  | EFSILNAKAP |
| ALPPGGTDPH |  | GYHQVPGSAA |  | PGSPLAADPA |  | CLGQPHTPGK |  | PTSSCTSRSA |
| PPGLQAPPPD |  | DVDYATNPHV |  | KPPYSYATLI |  | CMAMQASKAT |  | KITLSAIYKW |
| ITDNFCYFRH |  | ADPTWQNSIR |  | HNLSLNKCFI |  | KVPREKDEPG |  | KGGFWRIDPQ |
| YAERLLSGAF |  | KKRRLPPVHI |  | HPAFARQAAQ |  | EPSAVPRAGP |  | LTVNTEAQQL |
| LREFEEATGE |  | AGWGAGEGRL |  | GHKRKQPLPK |  | RVAKVPRPPS |  | TLLPTPEEQG |
| ELEPLKGNFD |  | WEAIFDAGTL |  | GGELGALEAL |  | ELSPPLSPAS |  | HVDVDLTIHG |
| RHIDCPATWG |  | PSVEQAADSL |  | DFDETFLATS |  | FLQHPWDESG |  | SGCLPPEPLF |
| EAGDATLASD |  | LQDWASVGAF |  | L          |  |            |  |            |

A: Аланін

C: Цистеїн

D: Аспарагінова кислота

E: Глутамінова кислота

F: Фенілаланін

G: Гліцин

H: Гістидин

I: Ізолейцин

K: Лізин

L: Лейцин

M: Метіонін

N: Аспарагін

P: Пролін

Q: Глутамін

R: Аргінін

S: Серин

T: Треонін

V: Валін

W: Триптофан

Кодований геном білок за функцією належить до активаторів. 
Задіяний у таких біологічних процесах, як транскрипція, регуляція транскрипції, біогенез та деградація війок. 
Білок має сайт для зв'язування з ДНК. 
Локалізований у ядрі.